# A Love Trilogy
Az A Love Trilogy Donna Summer amerikai énekesnő harmadik albuma, amely 1976 tavaszán jelent meg, néhány héttel a Love to Love You Baby világsikere után. Az erotikus hangvételű sláger óriási népszerűsége nyomán Donnát „a szerelem First Ladyje”-ként emlegették. Amerikai kiadója, a Casablanca Records ragaszkodott ahhoz, hogy ezt az imázst vigyék tovább, noha Summernek ez nem tetszett különösebben. Az új nagylemez felépítése hasonló volt, mint a Love to Love You Baby albumé: az „A” oldalon egy folyamatos egyveleg, a három részből álló Try Me, I Know We Can Make It hallható, a „B” oldalon pedig egy másik „szerelmi trilógia”, a Could It Be Magic (melyhez egy Prelude kapcsolódik), a Wasted és a Come with Me. Valamennyi dal a két producer, Giorgio Moroder és Pete Bellotte közös szerzeménye. Az egyetlen kivétel a legnagyobb sláger, a Could It Be Magic, amelyet eredetileg Barry Manilow vitt sikerre. Donna az ének mellett a Try Me, I Know We Can Make It megírásában is részt vállalt. A felvételek a müncheni Musicland Studiosban készültek. Az A Love Trilogy népszerűség és eladások szempontjából nem ért a Love To Love You Baby LP nyomába, bár az Egyesült Államokban aranylemez lett, akárcsak az elődje.

## A dalok

### „A” oldal
1. Try Me, I Know We Can Make It (Donna Summer – Giorgio Moroder – Pete Bellotte) – 17:59

### „B” oldal
1. Prelude to Love (Donna Summer – Giorgio Moroder – Pete Bellotte) – 1:06
2. Could It Be Magic (Adrienne Anderson – Barry Manilow) – 5.15
3. Wasted (Giorgio Moroder – Pete Bellotte) – 5:09
4. Come with Me (Giorgio Moroder – Pete Bellotte) – 4:22

## Közreműködők
- Giorgio Moroder (basszusgitár, szintetizátor)
- The Midnite Ladies: Madeline Bell, Sunny Leslie, Sue Glover (háttérvokál)
- A többi zenész Munich Machine összefoglaló néven szerepel a lemezen. (Abban az időszakban Giorgio Moroder több olyan szólólemezt is kiadott Munich Machine néven, melyeken stúdiózenészek működtek közre.)
- Producerek: Giorgio Moroder, Pete Bellotte
- Hangmérnök: Juergen Koppers, Mack & Hans
- Keverés: Giorgio Moroder, Thor Baldurson, Allan Zentz
- Művészeti vezető, design: Henry Vizcarra, Joyce Biawitz
- Fotó: Jochen Harder

## Különböző kiadások

### LP
- 1976 Casablanca Records (NBLP 7035, NSZK)
- 1976 Atlantic (ATL 50 265, NSZK)
- 1976 Oasis (OCLP 5004, Egyesült Államok)
- 1976 Durium Records (DAI 30248, Olaszország)
- 1976 GTO (GTLP 010, Anglia)
- 1976 WEA Filipacchi Music (50 266, Franciaország)
- 1976 Atlantic (50 266, Franciaország)
- 1976 Oasis (4E 062-97630, Svédország)
- 1976 Groovy (GR 9001, Hollandia)
- 1976 Ariola Eurodisc SA (27.518-1, Spanyolország)
- 1979 Casablanca Records (91 28 002, Spanyolország)

### CD
- 1992 Casablanca Records (822 793-2, Egyesült Államok)

## Kimásolt kislemezek

### 7"
- 1976 Could It Be Magic / Whispering Waves (Casablanca Records, OC 405 N, Egyesült Államok)
- 1976 Could It Be Magic / Whispering Waves (Durium Records, DE 2873, Olaszország)
- 1976 Could It Be Magic / Whispering Waves (Groovy, GR 1219, Hollandia)
- 1976 Could It Be Magic / Whispering Waves (GTO, GT 60, Anglia)
- 1976 Could It Be Magic / Come with Me (Atlantic, ATL 10 775, NSZK)
- 1976 Spring Affair / Come with Me (Atlantic, 10 885, Franciaország)
- 1976 Try Me, I Know We Can Make It / Wasted (Oasis, OC 406, Egyesült Államok)
- 1976 Try Me, I Know We Can Make It / Wasted (Durium Records, DE 2879, Olaszország)
- 1976 Try Me, I Know We Can Make It / Wasted (Ariola, 5016 917)
- 1976 Try Me, I Know We Can Make It / Wasted (Atlantic, 10 794, Franciaország)
- 1976 Winter Melody / Wasted (GTO, GT 76, Anglia)

### 12"
- 1976 Love to Love You Baby / Try Me I Know We Can Make It (WEA Filipacchi Music, 50 344, Franciaország)
- 1976 Love to Love You Baby / Try Me I Know We Can Make It (Casablanca Records, NBLP 7041, Egyesült Államok)
- 1977 Back In Love Again / Try Me, I Know We Can Make It / Wasted (GTO, GT 117, Anglia)

### CD
- 1991 Bad Girls / Could It Be Magic (Unidisc, SPEC-1572, Kanada)

## Az album slágerlistás helyezései
Anglia: Legmagasabb pozíció: 41. hely

Ausztria: 1976. augusztus 15-től 12 hétig. Legmagasabb pozíció: 8. hely

Egyesült Államok, pop: Legmagasabb pozíció: 18. hely

Egyesült Államok, R&B: Legmagasabb pozíció: 16. hely

Németország: Legmagasabb pozíció: 24. hely

Norvégia: 1976. A 20. héttől 5 hétig. Legmagasabb pozíció: 14. hely

Svédország: 1976. április 12-től 9 hétig. Legmagasabb pozíció: 18. hely

## Legnépszerűbb slágerek
- Try Me, I Know We Can Make It

Egyesült Államok, dance: Legmagasabb pozíció: 1. hely

Egyesült Államok, pop: Legmagasabb pozíció: 80. hely

Egyesült Államok, R&B: Legmagasabb pozíció: 35. hely

Németország: Legmagasabb pozíció: 42. hely
- Could It Be Magic

Anglia: 1976. május. Legmagasabb pozíció: 40. hely

Ausztria: 1976. szeptember 15-től 4 hétig. Legmagasabb pozíció: 14. hely

Egyesült Államok, AC: Legmagasabb pozíció: 47. hely

Egyesült Államok, dance: Legmagasabb pozíció: 3. hely

Egyesült Államok, pop: Legmagasabb pozíció: 52. hely

Egyesült Államok, R&B: Legmagasabb pozíció: 21. hely

Hollandia: Legmagasabb pozíció: 2. hely

Németország: Legmagasabb pozíció: 23. hely